# SN 1997V
SN 1997V – supernowa odkryta 8 stycznia 1997 roku w galaktyce A031143-1202. W momencie odkrycia miała maksymalną jasność 21,00m.